# Apodacra nana
Apodacra nana är en tvåvingeart som beskrevs av Boris Borisovitsch Rohdendorf 1925. Apodacra nana ingår i släktet Apodacra och familjen köttflugor.
Artens utbredningsområde är Turkmenistan. Inga underarter finns listade i Catalogue of Life.